# Mario Superstar Baseball
Mario Superstar Baseball es un videojuego para Nintendo GameCube, desarrollado por Namco y distribuido por Nintendo en el año 2005, y es el predecesor del futuro juego Mario Super Sluggers para Wii.
Mario Superstar Baseball tiene 32 personajes diferentes que tu puedes ocupar y 6 estadios distintos de los 6 capitanes correspondientes al torneo Challenge, los cuales son Mario, la Princesa Peach, Yoshi, Wario, Donkey Kong y Bowser (este último se desbloquea al ganar el torneo Challenge en modo Special).
La historia de este juego se encuentra en el video intro que se muestra al iniciar el juego. Mario y Luigi reciben un volante que anunciaba un torneo "challenge" de Bowser, y al mismo tiempo la Princesa Peach, Yoshi, Wario y Donkey Kong también lo reciben y comienzan a jugar diferentes partidos de eliminatorias hasta llegar a enfrentarse contra Bowser y su equipo.

## Personajes
En este juego uno puede optar por 32 personajes distintos y estos están clasificados por 4 categorías distintas según sus habilidades en juego.

### Balance
- Mario: Poder especial: Fireball (Bola de Fuego).🌋
- Luigi: Poder especial: Fireball (Bola de Fuego).🌋
- Daisy: Poder especial: Flower Ball (Bola de Flores).🌺
- Birdo: Poder especial: Weird Ball (Bola Extraña)🌑.
- Toad: viene en colores: Rojo, Azul, Amarillo, Verde y Violeta.
- Shy Guy: Viene en colores: Rojo, Azul, Amarillo, Verde y Negro
- Koopa Troopa: Viene en colores: Verde y Rojo.

### Técnica
- Peach: Poder especial: Heart Ball (Bola de Corazones).💳
- Waluigi: Poder especial: Liar Ball (Bola Mentirosa).
- Dixie Kong (desbloqueable).
- Boo
- Toadsworth
- Paratroopa: Viene en colores: Rojo y Verde.
- Kamek: Viene en colores: Azul, Rojo, Amarillo y Verde.
- Dry Bones: Viene en colores: Gris, Rojo, Verde y Azul.

### Velocidad
- Yoshi: Poder Especial: Egg Ball (Bola de Huevo).
- Diddy Kong: Poder especial: Boomerang Ball (Bola de Boomerang).
- Baby Mario
- Baby Luigi (desbloqueable).
- Toadette (desbloqueable).
- Monty Mole (desbloqueable).
- Paragoomba
- Calisol: Viene en colores: Azul, Rojo y Verde.

### Fuerza
- Donkey Kong: Poder especial: Banana Ball (Bola de Banana).
- Bowser: Poder especial: Killer Ball (Bola Asesina).
- Rey Boo
- Wario: Poder especial: Phony Ball (Bola Falsa).
- Bowser Jr.: Poder especial: Killer Jr. Ball (Bola Asesina Jr.).
- Forestano: Viene en colores: Azul, Rojo y Amarillo.
- Petey Piranha (desbloqueable).
- Hammer Bro. (desbloqueable): Viene en colores: Verde (Hammer Bro.), Rojo (Fire Bro.) y Azul (Boomerang Bro.).

## Química
Cuando un Personaje tiene química con otro, aparece un signo de Música dentro de una pequeña nube de texto.
Un personaje tiene química con otro cuando le da un pase y la pelota va más rápido y con más dirección que un pase normal. Lo mismo ocurre al batear, un personaje batea más fuerte cuando tiene química con otro personaje que está en las bases.
Baby Luigi - Baby Mario, Yoshi
Baby Mario - Baby Luigi, Yoshi
Birdo - Petey, Yoshi, Shy Guy
Bowser - Bowser Jr., Dry Bones, Hammer Bro., Koopa Troopa, Paratroopa 
Bowser Jr. - Bowser, Hammer Bro., Magikoopa  
Boo - King Boo, Magikoopa, Wario 
Daisy - Luigi, Peach 
Diddy Kong - Dixie Kong, Donkey Kong, Goomba
Dixie Kong - Diddy Kong, Donkey Kong
Donkey Kong - Diddy Kong, Dixie Kong, Petey Pirhanna 
Dry Bones - Bowser, Koopa Troopa 
Goomba - Diddy Kong, Paragoomba, Monty Mole
Hammer Bro. - Bowser, Bowser Jr.
King Boo - Boo, Petey Pirhanna 
Koopa Troopa - Bowser, Dry Bones, Paratroopa
Luigi - Daisy, Mario, Peach
Magikoopa - Boo, Bowser Jr., Waluigi
Mario - Luigi, Peach, Yoshi
Monty Mole - Goomba, Paragoomba, Shy Guy 
Mr. Pianta - Noki
Noki - Mr. Pianta 
Paragoomba - Goomba, Paratroopa, Monty Mole
Paratroopa - Bowser, Koopa Troopa, Paragoomba
Peach - Daisy, Luigi, Mario, Toad, Toadette, Toadsworth
Petey Pirhanna - Birdo, Donkey Kong
Shy Guy - Birdo, Monty Mole 
Toad - Peach, Toadette, Toadsworth 
Toadette - Peach, Toad, Toadsworth
Toadsworth - Peach, Toad, Toadette 
Waluigi - Magikoopa, Wario
Wario - Boo, Waluigi
Yoshi - Baby Luigi, Baby Mario, Birdo, Mario

## Mala Química
Cuando un Personaje tiene mala química con otro aparece un "remolino" de color violeta dentro de una pequeña nube de texto.
Un personaje da un pase más lento y nunca va en dirección recta hacia un personaje que tiene mala química con él, pero al batear no ocurre nada, no aparece ningún signo ni aparenta tener alguna consecuencia.

## Talentos especiales
- Wall Jump (Mario, Luigi, Baby Mario, Baby Luigi, Toadette y Bowser Jr. poseen este talento especial.): Este talento especial consiste en que los personajes dan un salto muy alto apoyados del muro.
- Sliding Catch (Mario, Daisy, Shy Guy, Koopa Troopa, Dry Bones, Toadette, Noki y Wario): Este talento especial consiste en que los personajes se deslizan por el suelo para atrapar la bola.
- Super Catch (Peach, Toadsworth y Diddy Kong): Este talento especial hace que los personajes tengan más facilidad para atrapar la bola.
- Quick Throw (Peach y Daisy): Este talento especial consiste en que los personajes cuando reciben un pase al instante dan un pase hacia otra base.
- Laser Beam (Bowser, Donkey Kong, Pianta y Waluigi y Wario): Este talento especial consiste en que los personajes dan un pase muy fuerte pero este talento especial solo funciona si el pase es hacia la home.
- Body Check (Bowser, Hammer Bro., Petey Piranha, Bowser Jr., Wario, Birdo y Toad): Este talento especial consiste en que un jugador golpea al otro para poder llegar a la base.
- Super Jump (Luigi, Waluigi, King Boo, Boo, Paratroopa y Paragoomba): Este talento especial consiste en que los personajes saltan muy alto.
- Climber(Donkey Kong, Diddy Kong, Dixie Kong y Yoshi): Este talento especial consiste en que los personajes escalan el muro para atrapar la pelota.
- Ball Dash (Monty Mole y Goomba): Este talento especial consiste en que cuando los personajes tienen la bola son mucho más rápido
- Tongue catch (Solo para Yoshi): Yoshi usa su lengua para atrapar la bola.
- Suction (Solo para Birdo): Birdo usa su Boca para atraer a la bola.
- Magical Catch (solo para Kamek): kamek usa su varita para atraer a la bola.

## Estadios
- Mario Stadium: se encuentra en la Isla Delfino.
- Peach Garden: se encuentra en el Reino Champiñón.
- Wario Palace: se encuentra en el desierto del Reino Champiñón.
- Yoshi Park: se encuentra en la Isla de Yoshi.
- Donkey Kong Jungle: se encuentra en la Jungla de Donkey Kong.
- Bowser Castle: se encuentra en el castillo de Bowser.

## Modos de Juego
Al iniciar el juego uno puede optar por distintos modos de competencias, partidos, prácticas, etc.
En este caso en el menú principal del juego hay 7 modos distintos de juego.

### Exhibition
En este modo tu puedes elegir de 12 capitanes el que más te guste y un rival. Después pasarán a otra imagen donde se mostraran 30 personajes distintos para escoger y armar tu equipo, y puedes elegir uno de 6 estadios diferentes.

### Challenge
Este es el modo más importante del juego ya que ganándolo estarás venciendo al juego. Este modo consiste en que tu eliges uno de los cinco capitanes ya nombrados, y te vas a una ciudad en miniatura donde se encuentra Bowser que es desbloqueable y también se encuentran los cuatro capitanes restantes y sus equipos. Tu misión es vencerlos a todos y llegar a enfrentarte contra el equipo final, el de Bowser.
Cuando estas jugando contra los otros equipos, te saldrán unos avisos con banderas blancas estos se llaman Scout Missions los cuales cuando los completas, el personaje de las banderas se unirá a tu equipo.
Y también están las Star Missions las cuales son de cada personaje propio y que cuando se completan, el personaje se convierte en un jugador Superstar y todas sus habilidades mejoran.

### Minigames
En el juego hay seis minigames distintos los cuales son para divertirse, o bien para poner en práctica tus habilidades.
Los minigames son los siguientes:
- Bob-Omb Derby: Una lanzadora automática te lanza Bob-omb y tu deber es golpearla y ganar muchos puntos.
- Wall Ball: Debes medir muy bien la fuerza al lanzar porque tu deber es darle a un muro transparente y solo hay uno y el resto son muros de ladrillos rojos y muros de Bowser que te quitan la mitad de tus puntos.
- Chain Chomp Sprint: Tu deber es correr alrededor de las bases de béisbol y recolectar muchas gemas antes de que el Chain Chomp despierte. Si despierta, debes quedarte quieto o si no estas Out y pierdesla mitad de tus gemas recolectadas.
- Piranha Panic: Este Minigame consiste en darle a las tres piranhas de colores con unos huevos de su mismo color, hay piranhas Rojas, Azules, Amarillas, Verdes y Moradas. A diferencia de las otras piranhas a la morada se le puede disparar con cualquier huevo sin importar el color.
- Barrel Batter: Debes tener muy buena puntería ya que solo tienes 15 pelotas de béisbol y 15 barriles de colores. debes darle justo en el lugar preciso, y ganar muchos puntos.
- Star Dash: Este minigame consiste en que cuatro personajes corren alrededor de un estanque lleno de monedas y estas van cayendo al suelo junto con bolsas y champiñones que te hacen más rápido y otras muy lento. Cuando cae la estrella y la agarras, vas más rápido y debes chocar a los demás jugadores para quitarle de sus monedas.
- Mario Grand Prix: Este minigame lo desbloqueas cuando ganas todos los minigames al nivel star. Este minigame es un torneo donde juegas los 6 minigames y ganas puntos para después ganar la medalla de oro (1.er lugar), Medalla de plata (2.º lugar) y Medalla de bronce (3.er lugar).

### Toy Field
Este modo de juego consiste en que cuatro jugadores corren, batean y lanzan para conseguir muchas monedas y batir los récords.

### Récords
En este modo de juego tu puedes observar los distintos récords que has obtenido a medida que vas jugando. Puedes ver los récords de los minijuegos, del Toy field, del challenge puedes ver todos los superstars que has conseguido, y en exhibición puedes observar tus MVPs.

### Práctica
Aquí puedes optar por distintas pruebas de juego y lecciones que te enseñan a lanzar el balón, correr, batear y atrapar los balones.

### Opciones
Aquí tu puedes ajustar todos los detalles como el sonido y la vibración del control.

## Poderes especiales
Estos poderes son los que solo los 6 capitanes y los 6 sub-capitanes pueden tener, y estos se compran en la tienda del Challenge mode. Una vez que estos productos se compran, ya no tendrán que ser comprados de nuevo. Todos ellos cuestan 200 monedas y todos ellos hacen lo mismo: dar un personaje la capacidad de utilizar su poder especial de hits y lanzamientos. La diferencia es que cada uno de los poderes es de un solo capitán.
- Red Fireball (Bola de Fuego) = Mario
- Green Fireball (Bola de Fuego Verde) = Luigi
- Lovely Heart (Corazones Encantadores) = Princesa Peach
- Pretty Flowers (Flores Bonitas) = Princesa Daisy
- Egg (Huevo) = Yoshi
- Pink Egg (Huevo Rosa) = Birdo
- Gnarly Garlic (Ajo) = Wario
- Whiskered Eggplant (Berenjena) = Waluigi
- King Banana (Rey Banana) = Donkey Kong
- Chimp Banana (Banana del Mono) = Diddy Kong
- Bullet Bill (Bala Bill) = Bowser
- Jr. Mask (Máscara Jr.) = Bowser Jr.

- Datos: Q2409390